# Myrcia rotundata
Myrcia rotundata är en myrtenväxtart som först beskrevs av Gerda Jane Hillegonda Amshoff, och fick sitt nu gällande namn av Mcvaugh. Myrcia rotundata ingår i släktet Myrcia och familjen myrtenväxter. Inga underarter finns listade i Catalogue of Life.